# Petro Olijnyk (polityk)
Petro Mychajłowycz Olijnyk, ukr. Петро Михайлович Олійник, ur. 10 lipca 1957 w Nowowarwarowce w Kraju Nadmorskim, zm. 10 lutego 2011) – ukraiński polityk, inżynier i samorządowiec.

## Życiorys
Pracował jako mechanik samochodowy i górnik. W 1984 ukończył Dniepropetrowski Instytut Górniczy. Był następnie zatrudniony jako starszy inżynier, po czym od 1985 do 1988 pracował w strukturach Komunistycznej Partii Ukrainy. Był też wiceprzewodniczącym komitetu wykonawczego w Czerwonogrodzie. Od 1992 do 1999 kierował zakładami przemysłowymi. Następnie przez trzy lata sprawował urząd mera Czerwonogrodu. Działał w Ludowym Ruchu Ukrainy, z współtworzonego przez tę partię Bloku Nasza Ukraina sprawował mandat deputowanego do Rady Najwyższej Ukrainy IV kadencji (2002–2005). Przeszedł do Ludowego Związku „Nasza Ukraina”, od sierpnia 2005 do lutego 2008 był przewodniczącym Lwowskiej Obwodowej Administracji Państwowej. Pełnił później funkcję doradcy Wiktora Juszczenki, zaś na przełomie lat 2008–2009 przez kilka miesięcy zajmował stanowisko zastępcy szefa Sekretariatu Prezydenta Ukrainy. Zmarł w 2011 w Austrii podczas leczenia.
W 2006 został odznaczony Orderem Zasługi Rzeczypospolitej Polskiej V klasy, a w 2007 Orderem „Za zasługi” III klasy.